# The Little Sister
The Little Sister (conocida en España como Corrupción juvenil) es una película de drama de 1985, dirigida por Jan Egleson, que a su vez la escribió y protagonizada por John Savage, Tracy Pollan y Roxanne Hart, entre otros. El filme fue realizado por American Playhouse, Christina Association, Little Sister Partnership y Shefida Productions, se estrenó en marzo de 1985.

## Sinopsis
Un oficial de libertad condicional de Boston se obceca con una chica de 18 años con dificultades. El objetivo de llegar a ella se ve impedido por acontecimientos de antes, finalmente se descubre que tiene un vínculo incestuoso con su progenitor.